# Untere Mühle (Backnang)

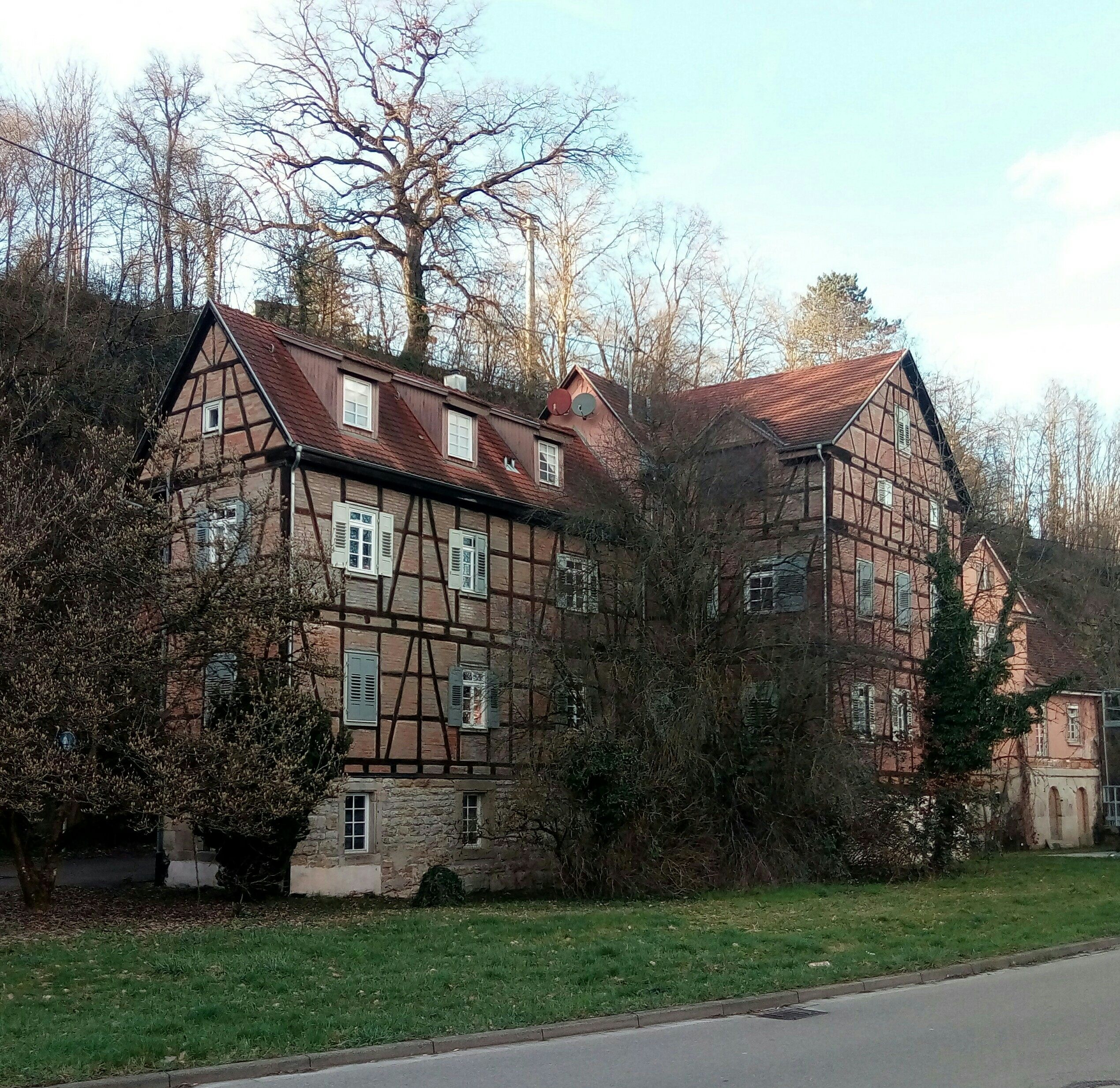
Untere Mühle (Lohmühle Winter)

Die Untere Mühle, früher auch Käferlinische oder Wintersche Mühle genannt, ist eine historische Wassermühle und ein ehemaliger Wohnplatz der Großen Kreisstadt Backnang im baden-württembergischen Rems-Murr-Kreis. Im Laufe ihrer Geschichte diente sie als Getreide-, Loh-, Öl- und Walkmühle.

## Lage und Beschreibung
Die Mühle liegt rechtsseits der Murr etwa einen Kilometer unterhalb der historischen Altstadt und etwa 200 Meter südlich der Schöntaler Straße an der Fabrikstraße 5. Der vollständig erhaltene Mühlkanal zweigt rechtsseits vom Fluss ab und läuft dann bergseitig an der Mühle vorbei. Das erhaltene Mühlengebäude ist ein ansehnliches Fachwerkgebäude aus dem 19. Jahrhundert und wird noch als Wohnhaus genutzt.

## Geschichte
Ein Vorgängerbauwerk der Unteren Mühle war wohl bereits im späten Mittelalter vorhanden. Als Backnang im Dreißigjährigen Krieg von kaiserlich-katholischen Truppen heimgesucht wurde, brannte die Stadt 1635 größtenteils ab. Wahrscheinlich wurde auch die Untere Mühle ein Raub der Flammen oder lag jahrzehntelang wüst. Im Pfälzischen Erbfolgekrieg 1693 marschierten die Franzosen unter dem Comte de Mélac in die Stadt ein und äscherten sie erneut ein. Erst um 1701 war die Untere Mühle als Öl- und Lohmühle wiederaufgebaut. Im 18. Jahrhundert war die Untere Mühle in Besitz der Familie Käferlin. Müllermeister Hans Michael Käferlin beantragte bei der Obrigkeit den Bau von einem zusätzlichen Gerb- und zwei Mahlgängen, welche zwischen 1705 und 1716 eingerichtet wurden. Wegen der langen Verbundenheit der Familie Käferlin wurde die Mühle bis ins 19. Jahrhundert auch Käferlinische Mühle genannt. Zu Beginn des 19. Jahrhunderts war die Anlage im Besitz von Friedrich Fritz. Um 1871 kam die Mühle in den Besitz der Familie Winter und wurde fortan Wintersche Mühle genannt. Ab 1882 entstand ein neues Mühlengebäude nach Plänen von Stadtbaumeister Wilhelm Deufel. Mit der Fertigstellung 1883 diente die Untere Mühle als Loh- und Walkmühle und verfügte über ein Wasserrad sowie über einen Reservemotor mit 36 PS Leistung. 1957 wurde das Wehr beseitigt und um 1961 wurde der Betrieb endgültig eingestellt.

### Einwohnerentwicklung
- 1871: 15 Einwohner[2]